# Computerworld
Computerworld er Danmarks største it-medie med over en halv million besøgende hver måned. Computerworld henvender sig til professionelle it-brugere. Det primære stofområde er ikke it-produkter, men snarere de dele af erhvervslivet og samfundet, der anvender it. I februar 2018 introduceredes Computerworld Premium, som er forbeholdt digitale abonnenter. 

## Baggrund og Historie
Avisen er udkommet i Danmark siden 8. september 1981. På nettet begyndte Computerworld i september 1995 – som det første danske medie – at offentliggøre daglige nyheder (på idg.dk – i april 1996 kom  computerworld.dk til). 
Computerworld ejes i dag af Jobindex Media A/S som 29. maj 2013 købte IDG Danmark af den amerikanske koncern International Data Group (IDG). Jobindex Media er et datterselskab af Jobindex, den største internetbaserede jobdatabase i Danmark (FDIM, juli 2013).

## Fakta om Computerworld
Chefredaktør i Danmark: Lars Jacobsen
Den trykte udgave af Computerworld udkommer 10 gange årligt - primært som special magasiner.

### Internationale Computerworld-sites
- Computerworld (Danmark)
- Computerworld (Norge)
- Computer Sweden (Sverige)
- Computerworld (USA)